# Grand Prix Alanya 2021
Grand Prix Alanya 2021 var den 4. udgave af det tyrkiske cykelløb Grand Prix Alanya. Det 147,6 km lange linjeløb blev kørt den 6. februar 2021 med start og mål i Alanya. Det blev kørt dagen før Grand Prix Gazipaşa, som har samme arrangør. Løbet er en del af UCI Europe Tour 2021.
Løbet blev vundet af italienske Davide Gabburo fra Bardiani CSF Faizanè. Filippo Colombo og Alessandro Tonelli rundede podiet af.

## Resultater
| \| Samlede stilling \| Samlede stilling \| Samlede stilling \| Samlede stilling \| Samlede stilling \| \| Rytter \| Rytter \| Hold \| Tid \| \| \| ---------------- \| ------------------- \| ------------------------------- \| ---------------- \| ---------------- \| \| 1. \| Davide Gabburo \| Bardiani CSF Faizanè \| 3t 49' 18" \| \| \| 2. \| Filippo Colombo \| Schweiz \| + 3" \| \| \| 3. \| Alessandro Tonelli \| Bardiani CSF Faizanè \| + 55" \| \| \| 4. \| Muradjan Halmuratov \| Usbekistan \| + 55" \| \| \| 5. \| Alex Hoehn \| Wildlife Generation Pro Cycling \| + 55" \| \| \| 6. \| Kristian Yustre \| Giotti Victoria-Savini Due \| + 55" \| \| \| 7. \| Szymon Tracz \| Nippo-Provence-PTS Conti \| + 55" \| \| \| 8. \| Luca Covili \| Bardiani CSF Faizanè \| + 59" \| \| \| 9. \| Ulises Castillo \| Wildlife Generation Pro Cycling \| + 4' 12" \| \| \| 10. \| Jauhen Sobal \| Minsk Cycling Club \| + 4' 12" \| \| |                     |                                 |            |
| |                     |                                 |            |
| Kilde: ProCyclingStats |                     |                                 |            |
| Samlede stilling |                     |                                 |            |
| Rytter | Rytter              | Hold                            | Tid        |
| 1. | Davide Gabburo      | Bardiani CSF Faizanè            | 3t 49' 18" |
| 2. | Filippo Colombo     | Schweiz                         | + 3"       |
| 3. | Alessandro Tonelli  | Bardiani CSF Faizanè            | + 55"      |
| 4. | Muradjan Halmuratov | Usbekistan                      | + 55"      |
| 5. | Alex Hoehn          | Wildlife Generation Pro Cycling | + 55"      |
| 6. | Kristian Yustre     | Giotti Victoria-Savini Due      | + 55"      |
| 7. | Szymon Tracz        | Nippo-Provence-PTS Conti        | + 55"      |
| 8. | Luca Covili         | Bardiani CSF Faizanè            | + 59"      |
| 9. | Ulises Castillo     | Wildlife Generation Pro Cycling | + 4' 12"   |
| 10. | Jauhen Sobal        | Minsk Cycling Club              | + 4' 12"   |

## Hold og ryttere
| UCI ProTeam- Bardiani CSF Faizanè UCI Kontinentalhold (10)- Mazowsze Serce Polski - Nippo-Provence-PTS Conti - Giotti Victoria-Savini Due - Wildlife Generation Pro Cycling - Terengganu Cycling Team - Spor Toto Cycling Team - Salcano Sakarya BB Team - Minsk Cycling Club - Eurocar Grawe Ukraine - BelAZ UCI Track Team- Marathon-Tula Landshold (8)- Ukraine - Rusland - Kasakhstan - Hviderusland - Usbekistan - Aserbajdsjan - Algeriet - Schweiz Amatørcykelhold- InEx Siberian Team Regional- og klubhold (7)- CCN-Metalac Sunbelt - Deaf National Team - Nursultan Cycling Team - Mega Saray - SC Golden Wheels - Triathlon Kokshetau - NF Kimya Cycling Regionalhold- Sankt Petersburg |
| |